# Zinniinae
Zinniinae es una subtribu de la tribu Heliantheae de la familia de  las asteráceas. Contiene los siguientes géneros:

## Géneros
- Echinacea
- Heliopsis
- Philactis
- Sanvitalia
- Tehuana
- Trichocoryne
- Zinnia